# 姫様ご用心
『姫様ご用心』（ひめさまごようじん）は、2006年4月12日から同年7月19日までWOWOWで放送されたテレビアニメ。アニメ版『ギャラクシーエンジェル』を制作した主要スタッフによる、G.A.直系のシュールでスラップスティックなノリで全編が構成されているギャグアニメである。

## あらすじ
ごく普通の高校生・椿姫子はある日、ふとした事から謎の「王冠」を被ってしまう。すると王冠の力によって、姫子はこの国の「女王」となり、周囲の人々から崇拝されるようになってしまった。そして姫子は、この不思議な「王冠」をめぐって起こる騒動に巻き込まれていく。

## 登場人物

### 主要人物
椿 姫子（つばき ひめこ）
声 - 新谷良子
本作の主人公。謎の王冠をかぶった事で「女王様」になってしまった。性格は食いしん坊で慌て者。また、非常に外国人コンプレックスが強い。左利き。
国語能力が弱く、「あやまる」を「あまやる」と言い間違えたりもする。思い込みが激しいゆえに周囲の状況が目に入らない事もある。
ナーナ
声 - 宮崎羽衣
姫子が「王冠」を被ってから、どこからともなく現れた少女。日本語を話す事ができず、謎の言語を話す。
王冠の本来の持ち主であり、姫子から王冠を取り戻すために常に姫子につきまとう。その点を除けば、普通の6歳児と何ら変わりはない。
バ・ナーナ
声 - 千葉千恵巳
ナーナの連れているゴリラの子供。いつもバナナを食べており、レスリーから何気なく奪った青いトランクスを穿いている。

### 学校の人たち
菜花 そばな（なばな そばな）
声 - 沢城みゆき
姫子の家のお隣に住む幼い頃からの親友。学校では人形劇部に所属。
気が弱く、他人との意思疎通はほとんど三毛猫型のハンドパペット「花子ちゃん」を通じて行うが、その時は性格が一変して気持ちが大きくなる。また、母親も娘同様にパペットで会話する。
パペットの名は「花子ちゃん」だが、実際は沢城みゆきデビュー作・『デ・ジ・キャラット』のぷちこの使い魔・ほっけみりんがモデルのパペットである。
美涼 葵（みすず あおい）
声 - 吉住梢
姫子が学校で所属しているテニス部の部長。二人のメイドを連れている。
理事長の娘で、その権力を使って学園の女王のような地位を築いていたが、姫子が本物の女王になってからはその座から引き摺り下ろされ、不幸続きの人生となる。
小出 まり（こで まり）
声 - 白鳥由里
テニス部の顧問にして、姫子たちの担任教師。サンバイザーにジャージ姿が多い。
生徒の事よりも、常に自分の立場を優先的に考える人物。権力に弱く、常に強者に媚びへつらう。よく名字を「おだ（多分「小田」）」と間違われる。

### 姫子の両親
椿 えびね（つばき えびね）
声 - 天野由梨
姫子の母。専業主婦だったが、王冠の影響で王宮メイド長になる。
椿 山十郎（つばき さんじゅうろう）
声 - 辻親八
姫子の父。警察官だったが、王冠の影響で近衛隊長になる。

### 姫子（王冠）を狙う者たち
レスリー
声 - 多田野曜平
ルパン三世のような口調で話す、自称・世界一の大泥棒。
姫子の王冠を盗むために奔走する。泥棒にもかかわらず正義感が強く、筋の通らない事態を見過ごしにできない。
カレン
声 - 千葉千恵巳
レスリーの相棒。たどたどしい日本語で話すが、見かけに寄らず登場人物の中では常識人。
子供好きな一面があり、ナーナと最初に意思疎通をはかろうとした。
レスリー同様、犯罪者ながらかなりの人情家。
アドロン
声 - 鳥海浩輔
組織に雇われ、王冠奪取のため姫子を暗殺しようとする忍者。
表向きは「女王のボディーガード」として常に姫子の傍にいる。
姫子に恋愛感情を持っているが自覚が無く、なぜか姫子を斬る事ができない自分に度々苦悶する。画面に登場する際には、姫子の背後から斬りかかろうとしたまま硬直しているポーズである事が多い。
ラッセ
声 - 真田アサミ
自称「世界一の結婚サギ師」。組織に雇われ、「女王の婚約者である隣国の王子」として姫子に近づこうとするが、間が悪く、王子と認めてもらえない。
なお、「ラッセ」は当然偽名であり、本物の「ラッセ王子」は別に存在する。
ミス・ヨーコ
声 - 甲斐田裕子
闇の人材派遣会社々長。首領Xの命令により、次々に刺客を送り込んで王冠の奪取を図る。
首領X / オズ
声 - 若本規夫
王冠を狙う組織の首領。普段は姿を見せず、壁の巨大な猫面の裏から指令を出す。
ナーナ語を話す事ができる。

### その他の人物
イーモー大臣
声 - かないみか
幼い頃に行方不明になった自国の王女を探すため、地球へやって来た猫の惑星の大臣。王女を「王冠の有無」のみによって判別している節があり、度々勘違い行動を起こす。
『ギャラクシーエンジェル』のノーマッドによく似た姿をしている。

## ナーナ語
ナーナ語とは、作中でナーナが使っている作品独自の言語である。日本語との対応は、日本語をキーボードでローマ字入力する際に押すキーをカナ入力として見た時の入力である。
例
- バイバーイ → baiba-i → コチニコチホニ

DVD版にはナーナ語のセリフに字幕が入っており、DVDプレイヤーで日本語字幕をオンに設定する事で日本語訳を見る事ができる。それによると前述の通り、姫子の被っている王冠は元はナーナの物らしい事が判る。
なお、TVアニメ版とラジオ版では文法が異なる。

## スタッフ
- 原作・アニメーション制作 - ノーマッド
- 監督 - 高柳滋仁[1]
- キャラクター原案 - みつえ[1]
- キャラクターデザイン - 古賀誠[1]
- 小物設定 - 春日井浩之
- 美術監督 - 福田和矢
- 色彩設計 - 梅崎ひろこ
- コンポジットディレクター（撮影監督） - 森本由美子
- 編集 - 肥田文
- 音響監督 - 岩浪美和[1]
- 音楽 - 原田勝通
- 音楽プロデューサー - 伊藤善之
- 音楽製作 - ランティス
- プロデューサー - 林家雄一郎、里見哲朗、小野達矢
- アソシエイトプロデューサー - 猪狩尚人→早川敬
- 製作 - バンダイビジュアル

## 主題歌

### プロローグソング
「迷い姫ぱにっく」
作詞 - 畑亜貴 / 作曲・編曲 - R・O・N / 歌 - 椿姫子（新谷良子）
「クレヨン」
作詞 - KENTA / 作曲 - 前澤寛之 / 編曲 - 橋本由香利 / 歌 - ナーナ（宮崎羽衣）

### オープニングテーマ
「百発百中とらぶるん♪」
作詞 - 畑亜貴 / 作曲 - 田村信二 / 編曲 - 鈴木マサキ / 歌 - 姫子とナーナ（新谷良子、宮崎羽衣）

### エンディングテーマ
「CANDY☆POP☆SWEET☆HEART」
作詞・作曲・編曲 - R・O・N / 歌 - 新谷良子

### 挿入歌
「美少女戦士キューピーマミー」（第5話）
作詞・作曲 - ゆうまお / 編曲 - 原田勝通 / 歌 - のみこ
「望郷の唄」（第6話）
作詞 - 古怒田健志 / 作曲・編曲 - 南良樹 / 歌 - ナーナ（宮崎羽衣）

## 各話リスト
| 話数 | サブタイトル               | 脚本       | 絵コンテ        | 演出       | 作画監督          |
| ---- | -------------------------- | ---------- | --------------- | ---------- | ----------------- |
| 1    | オカン王冠こりゃあかん     | 高柳滋仁   | 高柳滋仁        | 高柳滋仁   | 古賀誠            |
| 2    | あやうしテニスの王女様     | 高柳滋仁   | 高柳滋仁        | 栗本宏志   | 北野幸広          |
| 3    | お客は刺客で絶体絶命       | 山野辺一記 | 井上茜          | 井上茜     | 石井久美 田村正文 |
| 4    | わたしの彼はさわぎすぎ     | 杉原研二   | 小野勝巳        | 長尾粛     | 井上善勝          |
| 5    | 姫子誰の子ニャン子の子?    | 古怒田健志 | 菊池聡延        | 吉本毅     | 菊池聡延          |
| 6    | ニャンコの国のナーナ       | 古怒田健志 | 井上茜          | 後信治     | 立田眞一 枡田邦彰 |
| 7    | 勝手に指定、師弟に決定!    | 杉原研二   | 駒田潮          | 井上茜     | 石井久美 田村正文 |
| 8    | 勝訴? 敗訴? 言ってみそ!    | 古怒田健志 | 誌村宏明        | 菜香ゆき   | 増田誠治 大田謙治 |
| 9    | バイトヤバイと知らないと   | 古怒田健志 | 米田光宏 安美錦 | 長尾粛     | 井上善勝 宮下雄次 |
| 10   | 取れた王冠ばれたらいかん   | 杉原研二   | 高木茂樹 井上茜 | 吉本毅     | 高炅楠            |
| 11   | ナーナのために世界はあるの | 古怒田健志 | 米田光宏 井上茜 | 西山明樹彦 | 田村正文 服部憲知 |
| 12   | 世界はいいかげんで良い加減 | 古怒田健志 | 川崎逸朗        | 高柳滋仁   | 古賀誠 大田謙治   |

## 関連商品
- ドラマCD「姫様と9つの王冠」